# Jérôme Bourdon
Pour les articles homonymes, voir Bourdon.
Cet article possède un paronyme, voir Jérôme Bourbon.
Jérôme Bourdon (né en 1957 en Australie) est un historien et sociologue des médias français, enseignant à l’université de Tel Aviv.

## Biographie
En 1988, Jérôme Bourdon a obtenu un doctorat en histoire à l’Institut d'études politiques de Paris, avec une thèse sur Le monopole du général, une histoire de la télévision française sous de Gaulle). Licencié en droit, titulaire d’un DEA de linguistique et de sémiotique de l’École des hautes études en sciences sociales (ÉHÉSS), il est également diplômé de l’Institut d’études politiques de Paris.
Il est responsable du Département de communication à l’université de Tel Aviv qu’il a rejointe en 1997 et membre du Groupe de recherche sur l'analyse du discours, l'argumentation et la rhétorique (ADAR, université de Tel Aviv). Chercheur associé au Centre de sociologie de l'innovation de Mines ParisTech, il est également membre du groupe « Temps, médias, société » de la Fondation nationale des sciences politiques. De 1983 à 1997, il a été responsable de projets à l’Institut national de l’audiovisuel.
Ses recherches portent sur l’histoire de la télévision en France et en Europe, sur la sociologie des professionnels des médias. Il s’intéresse actuellement à la couverture du conflit israélo-palestinien dans les médias occidentaux. Auteur de plusieurs ouvrages, il a également réalisé des documentaires sur le monde télévisuel.

## Publications
- 2009. Le récit impossible. Le conflit israélo-palestinien et les médias, De Boeck.
- 1997. Introduction aux médias, Montchrestien (2e édition, 2000 ; 3e édition, 2009).
- 1994 (Cécile Méadel, coll.). Les écrans de Méditerranée. Histoire d’une télévision régionale (1954-1994), préf. de Pierre Echinard, Marseille, J. Laffitte ; Institut national de l’audiovisuel
- 1994. Haute fidélité. Pouvoir et télévision (1935-1994), Paris, Seuil
- 1990. Histoire de la télévision sous de Gaulle, préf. de Jean-Noël Jeanneney, Paris, Anthropos & INA

## Documentaires
- (producteur avec Pierre Tchernia), la série Télé Notre Histoire, entretiens avec de grands témoins de l’histoire de la télévision, diffusée sur la Chaîne Histoire, disponible en ligne sur le site du Comité d’Histoire de la Télévision (www.chtv.asso.fr)
- 2008. Israël-Palestine, l’emprise des images, 2 × 52 min, INA et Public Sénat (disponible en DVD, voir le site www.ina.fr).
- 1994 (avec Pierre Tchernia), Notre Télévision, 6 × 52 min, France 2
- 1990 (avec Marcel Teulade), La télé du Général, Antenne 2